# گشت (هوانوردی)
در هوانوردی، بررسی بیرونی یا گشت‌زنی به دور هواپیما توسط خدمه پرواز، برای بازرسی‌های ایمنی، امنیتی، و عملیاتی پرواز لازم است.
در آغاز، خلبان، بخش‌های بیرونی هواپیما را که هدایت می‌کند بازرسی می‌کند. این بازرسی، کنترل سطوح، تایرها و نشت سوخت یا روغن مانند روان‌ساز و روغن موتور را در بر می‌گیرد.

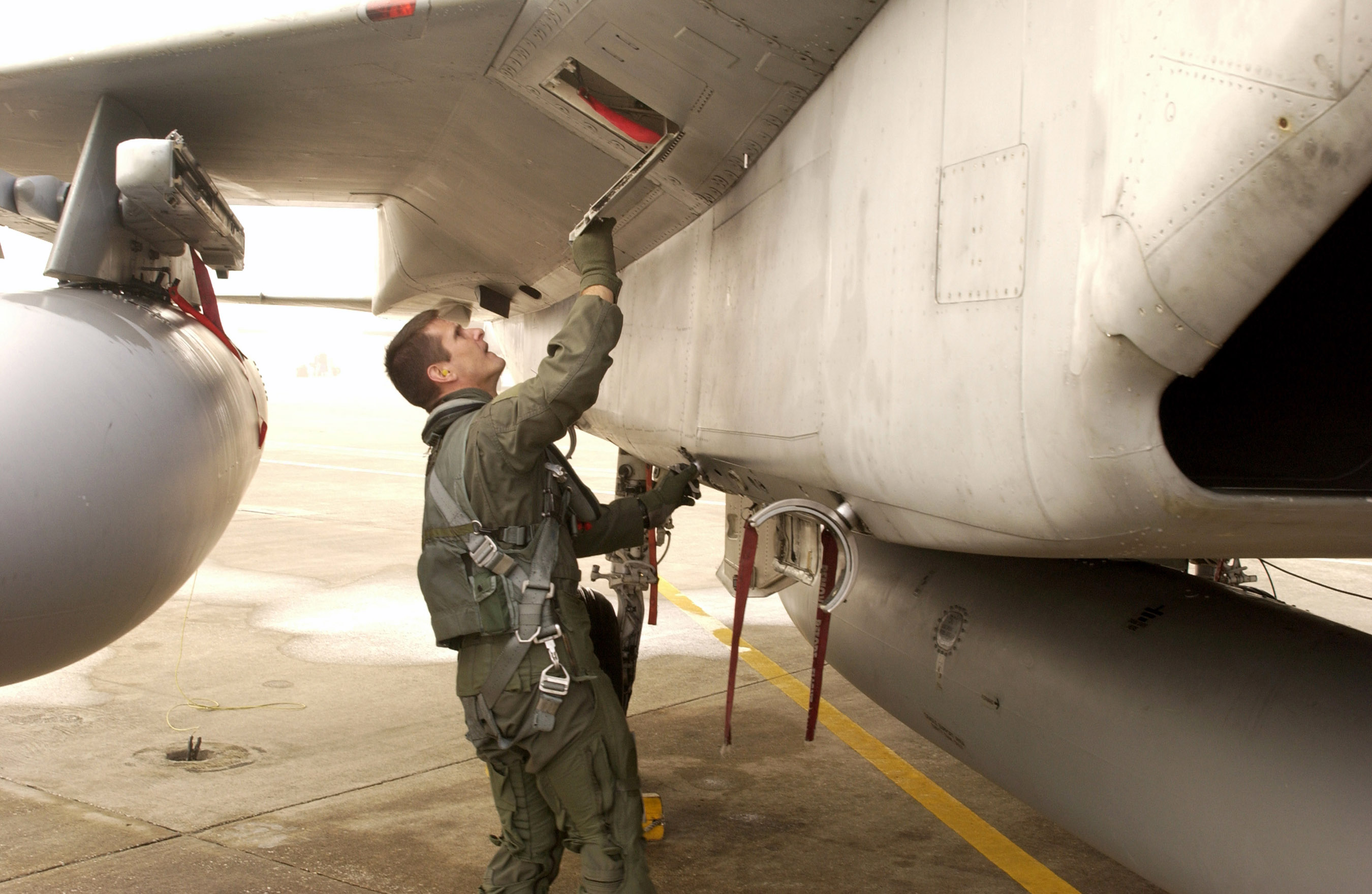
بازرسی پیش از پرواز یک هواپیمای مک‌دانل داگلاس اف-۱۵ ایگل نیروی هوایی ایالات متحده آمریکا به دست خلبان

## چک‌کننده
چک بیرونی معمولاً توسط کاپیتان هواپیما خود انجام می‌شود یا این مسئولیت به افسر اول یا افسر ارشد اول واگذار می‌شود. در دفتر پرواز، سپس کاپیتان قبل از پرواز تأیید می‌کند که هواپیما برای پرواز آماده است.
نیروی هوایی سوئیس ادعا می‌کند که تنها نیروی هوایی در جهان است که از چک بیرونی صرف‌نظر می‌کند؛ زیرا خلبانان به تیم زمینی اعتماد دارند.

## چک
در این بررسی به ویژه بر دسترسی آزاد به لوله پیتو برای جریان هوای ورودی توجه می‌شود. همچنین وضعیت کلی موتورهای هواپیما، چرخ‌ها، لاستیک‌ها و بدنه کلی هواپیما شامل بال‌ها، دُم عمودی، دُم افقی، فلپ‌ها، درب‌های مسافران و درب‌های بار بررسی می‌شود. در دماهای مناسب همچنین بررسی می‌شود که آیا یخ‌زدگی وجود دارد یا خیر.